# Hare Hare Yukai
«Hare Hare Yukai» (ハレ晴レユカイ?) es el tema de cierre de la serie de anime japonés Suzumiya Haruhi no Yūutsu. La canción es interpretada en japonés por Aya Hirano, Minori Chihara y Yuko Goto, las voces de los personajes Haruhi Suzumiya, Yuki Nagato y Asahina Mikuru respectivamente.
Su maxi-CD sencillo también incluyó la canción Welcome UNKNOWN, además de las versiones para karaoke de ambas pistas. Debido al apoyo masivo de los fanes de la serie, el tema alcanzó el puesto #5 en la lista de sencillos de Oricon, y fue el CD de venta número 18º y mejor sencillo en Japón del día 10 de mayo de 2006. También se agotó en muchas tiendas en línea, incluyendo amazon.co.jp. Hare Hare Yukai ganó el Premio de Radio de Kansai en 2006, un subconjunto de la animación Kobe Theme Song Awards.
La coreografía muy popular que acompaña a la canción, originalmente transmitida como parte de los créditos de cierre, se convirtió en un fenómeno de Internet que ha inspirado muchas parodias y vídeos fanmade en Internet, muchos de los cuales fueron publicados en sitios web como YouTube.